# 金宝镇
金宝镇，是中华人民共和国四川省南充市嘉陵区下辖的一个乡镇级行政单位。2019年10月，撤销积善乡，将其所属行政区域划归金宝镇管辖。

## 行政区划
金宝镇下辖以下地区：
川主宫社区、金宝村、文官沟村、掌村沟村、何珠沟村、石马垭村、严家沟村、普贤寺村、胖土地村、马垭沟村、西阳寺村、大垭沟村、土桥院村、水车沟村和夏家沟村，正善社区、积善村、槐树坝村、青家坡村、沙鼻嘴村、天宝宫村、公子山村、青家沟村、柿子沟村、二长沟村、贾坝村和会元宫村。